# Sanzar (rivière)
Le Sanzar (parfois Gouralach) est une rivière d'Ouzbékistan qui coule dans la province de Djizak.

## Géographie
La rivière prend naissance par plusieurs sources des pentes nord de la chaîne du Turkestan et, après un cours de 198 kilomètres, se jette dans le lac Touzkan, aux confins occidentaux de la steppe de la Faim. La superficie de son bassin est de 2 530 km². C'est une rivière avant tout alimentée par la fonte des neiges. Son régime le plus élevé se situe par périodes entre la fin mars et le début juillet et ensuite baisse considérablement.
Par le canal d'Iskitiouyatartar, la rivière reçoit les eaux du Zeravchan. Les eaux de la rivière sont utilisées pour l'irrigation.